# Christian Dissinger
Christian Dissinger (* 15. November 1991 in Ludwigshafen am Rhein) ist ein deutscher Handballspieler. Der Rechtshänder spielt auf Rückraum links.

## Karriere

### Verein
Das Handballspielen erlernte er bei der TSG Friesenheim, dort durchlief er alle Jugendmannschaften und debütierte als 17-Jähriger in der Zweitligamannschaft, mit der ihm 2010 den Erstligaaufstieg gelang. In der Rückrunde 2009/2010 spielte er mit Doppelspielrecht für die SG Kronau/Östringen. Dissinger stieg mit der TSG Lu.-Friesenheim aus der 2. Bundesliga in die Bundesliga 2010 auf. 
Zu Beginn der Saison 2011/12 wechselte er zu den Kadetten Schaffhausen. Mit den Kadetten gewann er 2012 die Schweizer Meisterschaft. Im Oktober 2011 erlitt er beim Champions-League-Spiel gegen Barcelona einen Kreuzbandriss; am 22. September 2012 gab er nach 351 Tagen Zwangspause gegen den HC Kriens-Luzern sein Comeback.
Im Juni 2013 unterschrieb Dissinger einen Dreijahresvertrag bei Atlético Madrid, obwohl er sich im April 2013 seinen zweiten Kreuzbandriss zugezogen hatte. Auf Grund der Insolvenz von Atlético Madrid war Dissinger zunächst vereinslos. Seit 15. Januar 2014 trainierte Dissinger beim Bundesligisten TuS N-Lübbecke und gab am 21. April 2014 sein Comeback beim Spiel bei Frisch Auf Göppingen. Im Juni 2014 unterschrieb er einen Vertrag bis Sommer 2016.
Am 29. April 2015 gab der deutsche Rekordmeister THW Kiel bekannt, Christian Dissinger zur Saison 2015/16 zu verpflichten. Er unterschrieb einen Vertrag bis 2017 in Kiel, der im Januar 2016 um drei Jahre bis 2020 verlängert wurde.
Nachdem Dissinger und der THW Kiel seinen Vertrag im Oktober 2018 aufgelöst hatten, schloss er sich dem mazedonischen Verein RK Vardar Skopje an, mit dem er 2019 die EHF Champions League sowie die nordmazedonische Meisterschaft gewann. Im Sommer 2021 wechselte er zum rumänischen Erstligisten Dinamo Bukarest. Ab März 2023 stand er beim katarischen Verein al-Duhail SC unter Vertrag. Mit al-Duhail SC gewann er 2023 die katarische Meisterschaft. Im Oktober 2023 schloss er sich dem ungarischen Erstligisten PLER-Budapest an, den er Anfang Januar 2024 wieder verließ. Anschließend schloss er sich dem Ligakonkurrenten Tatabánya KC an.

### Nationalmannschaft
Dissinger bestritt mehr als 30 Länderspiele für die deutsche Juniorennationalmannschaft. Mit der deutschen Auswahl gewann er 2011 die Junioren-Weltmeisterschaft in Griechenland und wurde als bester linker Rückraumspieler sowie als „wertvollster Spieler“ ausgezeichnet.
Seit Oktober 2011 gehörte Christian Dissinger zum erweiterten Kader der deutschen A-Nationalmannschaft. Nach seiner Verletzung (Oktober 2011 bis September 2012) wurde er erstmals zu den Länderspielen im März 2013 gegen die Schweiz aufgeboten und gab am 9. März 2013 in Wetzlar gegen die Schweiz sein Debüt. Bei der Europameisterschaft 2016 erlitt er im vorletzten Hauptrundenspiel gegen Russland, bei dem er sieben Tore warf, eine Adduktorenverletzung, und konnte nicht mehr eingesetzt werden. Die Mannschaft gewann am 31. Januar 2016 gegen Spanien den Titel. Dissinger wurde für den Gewinn der Europameisterschaft mit der Sportplakette des Landes Rheinland-Pfalz ausgezeichnet.
Bei den Olympischen Spielen 2016 in Rio de Janeiro gewann er mit der deutschen Mannschaft die Bronzemedaille. Dafür wurde er am 1. November 2016 von Bundespräsident Gauck mit dem Silbernen Lorbeerblatt ausgezeichnet.

## Saisonbilanzen
| Saison  | Verein                | Spielklasse | Spiele | Tore | 7-Meter | Feldtore | International | Spiele | Tore |
| ------- | --------------------- | ----------- | ------ | ---- | ------- | -------- | ------------- | ------ | ---- |
| 2008/09 | TSG Friesenheim       | 2. BL Süd   | 2      | 1    | 0       | 1        |               |        |      |
| 2009/10 | TSG Friesenheim       | 2. BL Süd   | 30     | 23   | 0       | 23       |               |        |      |
| 2010/11 | TSG Friesenheim       | Bundesliga  | 25     | 65   | 0       | 65       |               |        |      |
| 2011/12 | Kadetten Schaffhausen | NLA         | 4      | 18   | 1       | 17       | EHF CL        | 2      | 7    |
| 2012/13 | Kadetten Schaffhausen | NLA         | 19     | 94   | 2       | 92       | EHF CL        | 10     | 43   |
| 2013/14 | TuS N-Lübbecke        | Bundesliga  | 5      | 3    | 0       | 3        |               |        |      |
| 2014/15 | TuS N-Lübbecke        | Bundesliga  | 29     | 71   | 0       | 71       |               |        |      |
| 2015/16 | THW Kiel              | Bundesliga  | 25     | 95   | 0       | 95       | EHF CL        | 14     | 43   |
| 2016/17 | THW Kiel              | Bundesliga  | 19     | 23   | 0       | 23       | EHF CL        | 9      | 8    |
| 2017/18 | THW Kiel              | Bundesliga  | 30     | 28   | 0       | 28       | EHF CL        | 17     | 22   |
| 2018/19 | THW Kiel              | Bundesliga  | 5      | 0    | 0       | 0        |               |        |      |
| 2018/19 | RK Vardar             | SEHA-Liga   | 10     | 29   | 0       | 29       | EHF CL        | 11     | 27   |
| gesamt  |                       |             | 203    | 450  | 3       | 447      |               | 63     | 150  |

## Erfolge
- Nationalmannschaft:
  - Teilnahme an der Junioren-EM 2010
  - Junioren-Weltmeister bei der Junioren-WM 2011
  - All-Star Team bei der Junioren-WM 2011 (bester Rückraumspieler links)
  - MVP der Junioren-WM 2011
  - Europameister 2016
  - Bronzemedaille bei den Olympischen Spielen 2016
- TSG Friesenheim:
  - 2010 Aufstieg in die 1. Handball-Bundesliga
  - Vizedeutscher Meister A-Jugend 2010
- Kadetten Schaffhausen:
  - Schweizer Meister 2011/12
  - Schweizer Supercup-Sieger 2011 und 2012
- THW Kiel:
  - 2015 Supercup-Sieger
  - 2017 DHB-Pokalsieger
- RK Vardar:
  - SEHA-Liga 2018/19
  - EHF Champions League 2019
  - Nordmazedonischer Meister 2018/19, 2020/21
  - Nordmazedonischer Pokalsieger 2020/21
- Dinamo Bukarest:
  - Rumänischer Meister 2021/22
  - Rumänischer Pokalsieger 2021/22
- al-Duhail SC
  - Katarischer Meister 2022/23